# آد همنت
آد همنت (انگلیسی: Ade Hamnett؛ 1882 – 1956 (aged 74)) بازیکن فوتبال اهل بریتانیا بود.
از باشگاه‌هایی که در آن بازی کرده‌است می‌توان به باشگاه فوتبال استوک سیتی اشاره کرد.